# Dolphins (rugby league)
Dolphins es un equipo profesional de rugby league de Australia con sede en la ciudad de Brisbane.
Participa anualmente en la National Rugby League, la principal competición de la disciplina en el país.
El equipo hace como local en el Lang Park, con una capacidad de 52.500 espectadores.

## Historia

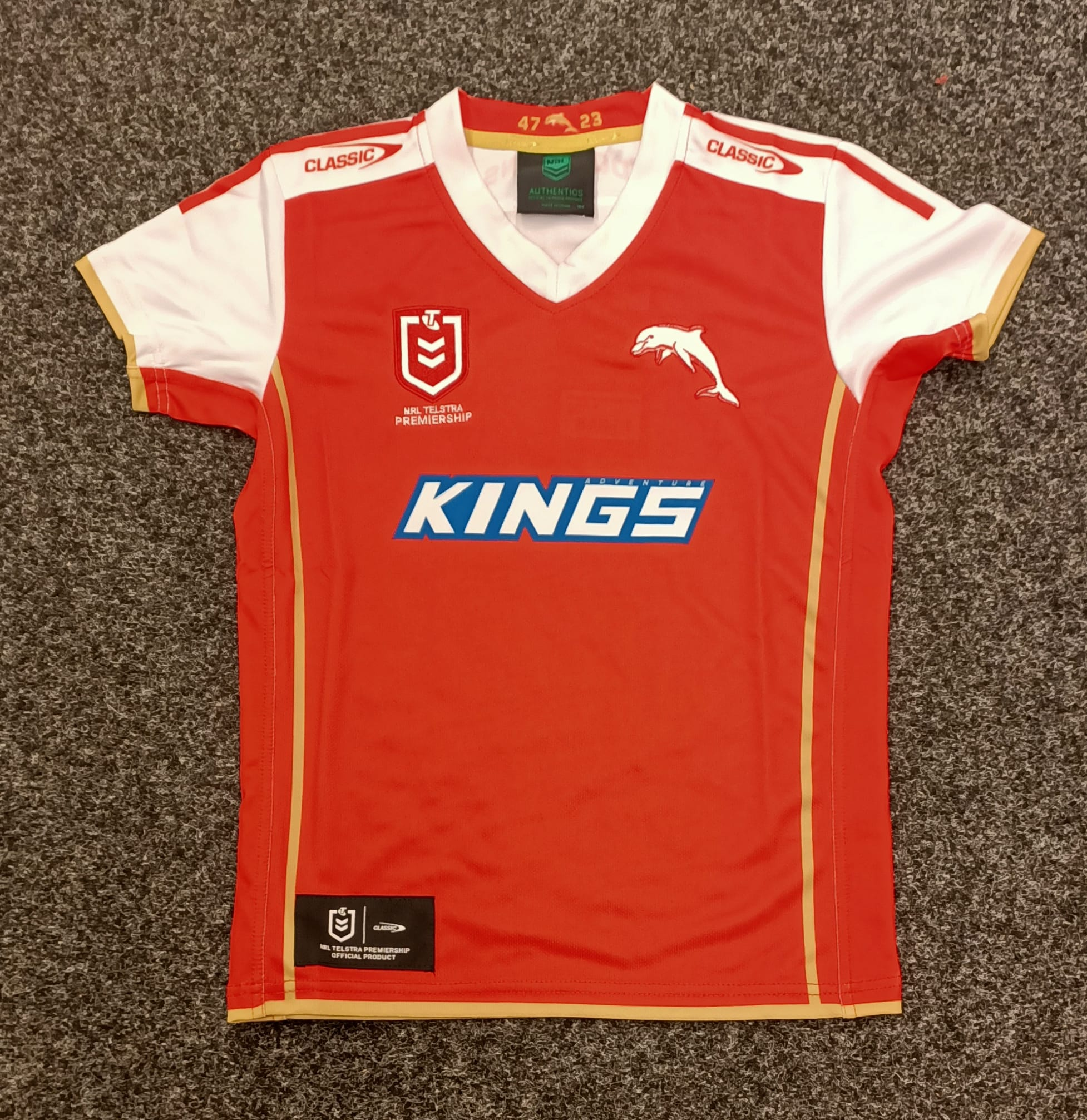
Camiseta de los Dolphins

El equipo fue fundado en 1947, como Redcliffe Dolphins, participando en la Queensland Cup en la cual obtuvo 10 campeonatos y 13 subcampeonatos hasta el año 2022.
En octubre de 2021, la National Rugby League abrió un concurso para incorporar un nuevo equipo en la competición, aceptándose finalmente a los Dolphins como la 17.° franquicia del torneo.
El debut del equipo en la NRL fue en la temporada 2023, en la cual terminó en la posición número 13 de la fase regular, luego de lograr 9 victorias y 15 derrotas.